# 冯嫽
冯嫽（?—?），西汉女外交家。本为是到乌孙和亲的汉朝公主刘解忧的侍女，她随从公主到乌孙，为乌孙右大将之妻。她经常持节作为公主的使者，通好西域诸国。西域诸国尊称她为冯夫人。
乌孙肥王翁归靡的庶子乌就屠杀死狂王泥靡，自立为昆弥，他阻止刘解忧的儿子元贵靡继承昆弥之位。汉宣帝遣破羌将军辛武贤带兵一万五千人至敦煌，备边乌孙。冯嫽晓以利害，劝说乌就屠：“汉兵方出，必见诛，不如降。”乌就屠同意和解，说：“愿得小号”。汉朝以元贵靡为大昆弥，乌就屠为小昆弥，皆赐印绶，大昆弥户六万余，小昆弥户四万余。辛武贤因此不出塞而还师。
甘露三年（前51年），大昆弥元贵靡在位3年去世，儿子星靡继立。祖母楚公主刘解忧请求回归长安，汉宣帝同意了。两年后，刘解忧去世。星靡孱弱，冯嫽上书：“愿使乌孙，镇抚星靡。”向朝廷要了百人，安抚乌孙，果使星靡的局势稳定。

## 影视形象
- 1993年 《冯夫人》 呼小静 饰
- 2016年 《解忧公主》 叶青 饰